# Sidoarum (Godean)
Sidoarum is een bestuurslaag in het regentschap Sleman van de provincie Jogjakarta, Indonesië. Sidoarum telt 16.968 inwoners (volkstelling 2010).